# Eswatini Badminton Association
Die Eswatini Badminton Association (EBA) ist die oberste nationale administrative Organisation in der Sportart Badminton in Eswatini. Sitz des Verbandes ist Mbabane.

## Geschichte
Badminton wurde erstmals Anfang der 1990er Jahre in Eswatini gespielt. Zentren waren die Schulen St. Mary’s, St. Theresa, Ntfonjeni und Swazi National High School. In dieser Zeit erfolgte auch die Gründung des Verbandes, jedoch kamen die Aktivitäten in den Jahren von 1997 bis 2000 zum Erliegen. Am 15. Dezember 2000 wurde ein provisorischer Verband neugegründet, welcher im März 2002 dann wieder in einen regulären Verband (die Swaziland National Badminton Association (SNBADA)) überführt wurde. In Folge der Umbenennung von Swasiland in Eswatini gab sich der ENBA 2018 seinen neuen Namen; er gehört weiterhin der Badminton Confederation of Africa und der Badminton World Federation an.

## Bedeutende Veranstaltungen, Turniere und Ligen
- Eswatinische Badmintonmeisterschaft (Einzelmeisterschaften)

## Bedeutende Persönlichkeiten
- Simon Maseko (Präsident)